# Lovro Jotić
Lovro Jotić (født d. 12. november 1994 i Zagreb) er en kroatisk håndboldspiller, som spiller i Aalborg Håndbold og på Kroatiens håndboldlandshold.
Han deltog under VM i håndbold 2017 i Frankrig.